# Pulau Tinjil
Pulau Tinjil är en ö i Indonesien.   Den ligger i provinsen Banten, i den västra delen av landet, 140 km sydväst om huvudstaden Jakarta. Arean är 5,9 kvadratkilometer.
Terrängen på Pulau Tinjil är mycket platt. Öns högsta punkt är 36 meter över havet. Den sträcker sig 2,8 kilometer i nord-sydlig riktning, och 6,1 kilometer i öst-västlig riktning.